# Beenleigh
Beenleigh är en del av en befolkad plats i Australien. Den ligger i kommunen Logan och delstaten Queensland, omkring 32 kilometer sydost om delstatshuvudstaden Brisbane. Antalet invånare är 8 244.
Runt Beenleigh är det ganska glesbefolkat, med 38 invånare per kvadratkilometer.. Närmaste större samhälle är Logan City, omkring 12 kilometer nordväst om Beenleigh. 
Runt Beenleigh är det i huvudsak tätbebyggt. Genomsnittlig årsnederbörd är 1 424 millimeter. Den regnigaste månaden är januari, med i genomsnitt 275 mm nederbörd, och den torraste är oktober, med 21 mm nederbörd.